# Crkva sv. Martina u Supetru
Crkva sv. Martina nalazi se u Supetru na Braču, na adresi Ignjata Joba 4.

## Opis
Crkva sv. Martina u Supetru je jednobrodna građevina s četvrtastom apsidom pokrivena bačvastim svodom. Građena je od većeg kamena u slojevima i pokrivena dvostrešnim krovom. Na pročelju su vrata s profiliranim nadvratnikom i rozeta, a nad zabatom trodijelni zvonik na preslicu s natpisom o gradnji. Pokazuje odlike jednostavnog dalmatinskog baroka. Crkvu je sagradio svećenik Jakov Dujmović 1707. godine.

## Zaštita
Pod oznakom Z-5163 zavedena je kao nepokretno kulturno dobro - pojedinačno, pravna statusa zaštićena kulturnog dobra, klasificirano kao "sakralna graditeljska baština".

## Vanjske poveznice
|  | Zajednički poslužitelj ima još gradiva o temi Crkva sv. Martina u Supetru |